# Eudesmia trisigna
Eudesmia trisigna là một loài bướm đêm thuộc phân họ Arctiinae, họ Erebidae.